# Xudayarlı
Xudayarlı – wieś położona w rejonie Cəbrayıl w Azerbejdżanie.